# Гомнино
Гомнино — деревня в Рузском районе Московской области России, входит в состав сельского поселения Дороховское. Население 32 человека на 2006 год. До 2006 года Гомнино входило в состав Старониколаевского сельского округа.
Деревня расположена в южной части района, в 15 километрах к юго-востоку от Рузы, на правом берегу реки Елица, у места впадения безымянного притока, высота центра над уровнем моря 194 м. На севере к Гомнино примыкает деревня Лыщиково, в 1 километре на юго-восток — деревня Алексино.